# غسة إرلانجيرية
غسة إرلانجيرية (الاسم العلمي:Otostegia erlangeri) هي نوع من النباتات يتبع جنس الغسة من الفصيلة الشفوية.